# Ferrara di Monte Baldo
Ferrara di Monte Baldo ist eine italienische Gemeinde (comune) mit 271 Einwohnern (Stand 31. Dezember 2023) in der Provinz Verona in Venetien.

## Geographie
Der Ort liegt etwa 28 km nordwestlich von Verona an der Ostseite des Monte Baldo auf 856 m s.l.m. Das Gemeindegebiet grenzt im Norden an die Provinz Trient. Die Nachbargemeinden sind  Brentino Belluno, Brenzone sul Garda, Caprino Veronese, Malcesine und San Zeno di Montagna sowie Avio im Trentino. Teile des Gemeindegebiets liegen in den NATURA 2000 Schutzgebieten Monte Baldo Ovest und Monte Baldo Est.

## Verwaltungsgliederung
Zur Gemeinde gehören die beiden Fraktionen Novezza und Novezzina. Die Gemeinde ist Teil der Comunità montana del Monte Baldo.

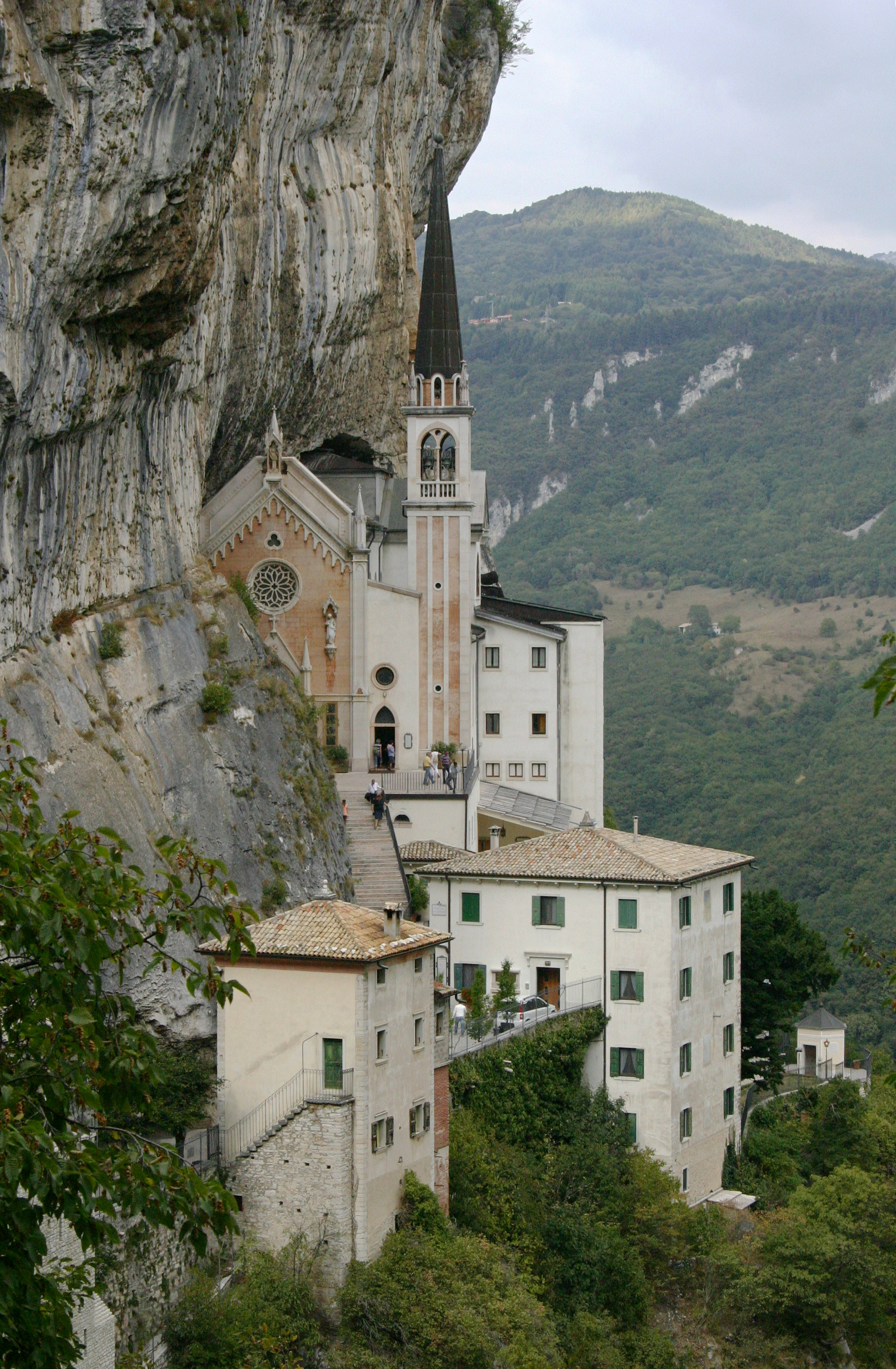
Santuario Madonna della Corona

## Sehenswürdigkeiten
- Santuario Madonna della Corona, die Wallfahrtskirche liegt auf 773 m in einer Felswand hoch über dem Vallagarina. Die Kirche wurde teils in den Fels hineingebaut, so dass die Westseite und Teile der Nordseite direkt an die Felsen grenzen und über keine eigenen Außenmauern verfügen. Das Gebäude wurde zwischen 1974 und 1978 renoviert. Erreichbar ist sie von der zur Nachbargemeinde Caprino Veronese gelegenen Fraktion Spiazzi.[4]

- Kirche Santa Caterina aus dem 17. Jahrhundert.